# Magical Drop III
Magical Drop III es un videojuego de puzle desarrollado por Data East y editado por SNK en 1997 para Neo-Geo MVS, Neo-Geo AES, PlayStation y Saturn (NGM 233).

## Reediciones
- Consola virtual (Japón, América del Norte, Europa)
- Wii (2010, Data East Arcade Classics)